# 응우옌응옥터

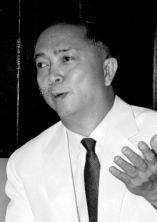
응우옌응옥터

응우옌응옥터(베트남어: Nguyễn Ngọc Thơ, 1908년 5월 26일 ~ 1976년 6월 12일)는 남베트남의 정치인이다. 1963년 11월 6일부터 1964년 1월 30일까지 남베트남의 총리를 역임했다.
1963년 즈엉반민이 일으킨 군사 쿠데타로 인해 응오딘지엠이 살해당하면서 총리로 취임했다. 그렇지만 정부와 군부 간의 갈등으로 인해 정국 불안이 계속되었고 1964년 응우옌카인이 군사 쿠데타를 일으키면서 축출당하고 만다.